# Галениекс, Паул Матисович
Па́ул Ма́тисович Га́лениекс (в латвийской историографии Паулс Галениекс, латыш. Pauls Galenieks; 23 февраля 1891, Рубская волость — 15 мая 1962, Рига) — латвийский ботаник, общественный и политический деятель. Ректор Латвийского сельскохозяйственного университета (1940—1941), профессор. Депутат Верховного Совета Латвийской ССР и Верховного Совета СССР.

## Биография
Учился два года в Пампальской министерской школе, затем в Салдуской школе и в гимназии Кениня. C 1911 года сотрудничал с газетой «Jaunākās Ziņas». В 1917 году окончил Московское сельскохозяйственное отделение Рижского политехнического института. Возглавлял научную экспедицию по изучению лекарственных растений на Алтае.
C 1921 по 1939 год — доцент кафедры систематики ботаники Латвийского университета. В 1922 году был одним из основателей Ботанического сада Латвийского университета. В 1926 и в 1937 году был награждён премией Кришьяниса Барона.
С 1940 по 1941 год — ректор Латвийского сельскохозяйственного университета. С 1940 по 1947 год депутат Верховного Совета Латвийской ССР, с 1941 по 1946 — депутат Верховного Совета СССР. С 1950 по 1960 год заведующий кафедрой ботаники Латвийского сельскохозяйственного университета.
Умер 15 мая 1962 года в Риге. Похоронен на Лесном кладбище.

## Участие в партизанском движении
Во время оккупации Латвии нацистской Германией был заключён в Латвийскую центральную тюрьму, затем в Саласпилсский концлагерь.
В июле 1944 года в лесном массиве под Балдоне был создан партизанский отряд Рижского района, который возглавили Паул Галениекс и рабочий Олег Вольдемарович Тихоновский (1920 года рождения). 24 сентября 1944 года Галениекс, Тихоновский и их соратники организовали засаду на дороге Балдоне — Кекава, в результате операции были уничтожены 30 чиновников оккупационной администрации. Летом и осенью 1944 года Балдоненскому партизанскому отряду удалось предотвратить вывоз из Латвии в нацистская Германия большого количества предметов материальной и культурной ценности.

## Научная и преподавательская деятельность
Галениекс хорошо знал русский, немецкий, английский и шведский язык. Был автором Ботанического словаря, внеся многие новые названия на латышском языке. Работал в области палеоботаники. Любимой сферой исследования была латвийская флора, в особенности в изучение роз. В 1938 году Галениекс защитил научную работу «Latvijas rozes» (Розы Латвии). Под псевдонимом «Omegars» был автором различных научно-популярных статей и лекций по биологии.
В научные интересы Галениекса входила также астрономия и орнитология.

## Главные публикации
- Botānika. 1.izd. Rīgā, 1924.; 5.izd. 1945.
- Interglaciāls kūdras slānis pie Dēseles Lejniekiem Kurzemē. Latvijas Universitātes Raksti. XII. 1925.
- Latvijas zeme, daba un tauta. II sēj. 1936. Līdzaut. un red.
- Daba un mēs. R., 1940. (ar pseidonīmu Omegars).
- Augu sistemātika. R. 1.izd. 1948.; 2.izd. 1960.
- Botāniskā vārdnīca. R., 1950.
- Latvijas PSR flora. I—IV. R. 1953.-1959, Līdzaut. un red.